# 박광수 (희극인)
박광수(1984년 7월 19일 ~ )는 대한민국의 개그맨이다.

## 학력
- 김천고등학교
- 서울종합예술직업학교

## 출연작
- 《초인시대》 (tvN)
- 《SNL 코리아 6》 (tvN)
- 《칠전팔기 구해라》 (Mnet)
- 《미생물》 (tvN)
- 《미키광수의 어우야》(경기방송)
- 《코미디빅리그》 (tvN)
  - <생계형 건달>
  - <힙 to the 합>
  - <갑과 을>
  - <아이러브뺀드> 수지(안영미) 매니저(2015년 2쿼터), 혜수(안영미)의 부하 역
  - <개인주의>(2015년 4쿼터)
  - <신의 한수>
  - <상거지>
  - <시그날>
  - <사이다펀치>
  - 징맨
- 《개그투나잇》 (SBS)
- 《웃찾사 시즌 1》 (SBS)
  - 《줄곧찾기》 믹키광수
- 《구라덕숀》 (tvN)
  - <욕스맨>
- 《조아서 먹방중》 (투니버스)
- 《일꾼의 탄생》 (KBS1)

## 같이 보기
- 박규선
- 이동엽
- 유상무
- 장동민
- 정만호
- 문규박
- 김용명
- 오인택
- 송형수
- 이재형
- 한현민
- 이상준
- 김형인
- 유남석
- 김필수
- 양세형